# Comostola iodioides
Comostola iodioides är en fjärilsart som beskrevs av Lucas 1891. Comostola iodioides ingår i släktet Comostola och familjen mätare. Inga underarter finns listade i Catalogue of Life.